# Звезда (повесть)
«Звезда» — повесть, первое произведение писателя Эммануила Казакевича (1913 - 1962) на русском языке. Повесть принесла автору широкую известность, и за неё он в 1948 году был удостоен Сталинской премии. В центре сюжета — суровые будни советской разведки во время Великой Отечественной войны. Структурно состоит из 11 глав и заключения.

## Сюжет
События повести происходят на западе Украины летом 1944 года — незадолго до начала операции «Багратион».
Командир разведроты лейтенант Травкин получает задание перейти через линию фронта и произвести разведку в тылу врага, который, предположительно, перегруппировывает силы для наступления. После нескольких недель тщательной подготовки и тренировок, необходимых среди прочего потому, что развед-рота доукомплектована молодыми бойцами, Травкин отбирает группу, которая получает позывной «Звезда» (позывной дивизии — «Земля»).
Глубокой ночью группа переходит линию фронта и около полутора километров успешно продвигается сквозь лес, густо наполненный немецкими солдатами. Перед рассветом группу в маскхалатах замечает немецкий солдат, спросонья не опознаёт в них врага, но произносит фразу «зелёные призраки».
В ходе рейда группа берёт несколько «языков» — только что выписанного из госпиталя солдата и офицера СС. Выясняется, что на этом участке фронта сосредотачивается 5-я танковая дивизия СС «Викинг». В штабе дивизии эти сведения оцениваются как важные и неожиданные. На железнодорожной станции практически на виду множества немецких солдат группа захватывает оберштурмфюрера СС. Тела убитых обнаруживают, среди немецких солдат начинают циркулировать слухи о «зелёных призраках» и «зелёных дьяволах».
Активная деятельность разведгруппы вынуждает немецкое руководство организовать облаву. Разведчиков обнаруживают во время ночёвки на чердаке сарая. Закидав врага гранатами, группа отступает к лесу. Несколько разведчиков гибнут, радиостанцию разбивает пуля.
В штабе дивизии влюблённая в Травкина радистка Катя продолжает вызывать «Звезду», которая уже не может ответить.
И, полная надежды и железного упорства, она ждала. Никто уже не ждал, а она ждала. И никто не смел снять рацию с приема, пока не началось наступление.

## Издания
- Впервые опубликована в 1947 году в первом номере журнала «Знамя».
- В том же 1947 году повесть вышла отдельными изданиями в «Библиотеке „Огонька“», в издательствах «Московский рабочий» и в серии «Библиотека солдата и матроса» Воениздата.
- В 1985 году произведение было выпущено отдельным изданием издательством Современник.
- В 1986 году также отдельным изданием повесть была реализована сыктывкарским издательством «Коми» (80 страниц, художник С. Добряков, тираж 150 тысяч экземпляров).

## Экранизации
Повесть была дважды экранизирована:
- 1949 — режиссёр Александр Иванов, в ролях Николай Крючков, Василий Меркурьев и Лидия Сухаревская.
- 2002 — режиссёром Николай Лебедев, в ролях Игорь Петренко, Артём Семакин и Алексей Панин.